# 夸爾特萊斯 (新墨西哥州)
夸爾特萊斯（英語：Cuartelez）是位於美國新墨西哥州聖菲縣的普查規定居民點。

## 人口
根據2020年美國人口普查的數據，夸爾特萊斯的面積為3.54平方千米，皆為陸地。當地共有人口455人，而人口密度為每平方千米128.53人。